# Serincia lineata
Serincia lineata är en fjärilsart som beskrevs av Gottfried Christian Reich 1933. Serincia lineata ingår i släktet Serincia och familjen björnspinnare. Inga underarter finns listade i Catalogue of Life.